# FC Seoul
FC Soul, korejsky FC 서울, mezinárodní název FC Seoul je jihokorejský fotbalový klub sídlící v hlavním městě Jižní Koreje, v Soulu. Hraje od roku 1984 nepřetržitě nejvyšší soutěž K League Classic.
Založen byl roku 1983 jako Lucky-Goldstar FC (majitelem byla firma LG Group) a hrál v provincii Čchungčchong. V roce 1990 se přestěhoval do Soulu a přijal jméno LG Cheetahs (gepardi). V roce 1995 rozhodlo vedení ligy ve snaze podpořit před blížícím se domácím mistrovstvím světa rozvoj fotbalu mimo hlavní město o přemístění klubu do Anjangu, nadále vystupoval jako Anyang Cheetahs. Také změnil klubové barvy ze žluté a černé na červenou a černou. Poté, co majitelé klubu finančně přispěli na stavbu stadiónu pro MS 2002 Sangam, bylo klubu v roce 2004 dovoleno vrátit se do Soulu a užívat tento stadión jako domácí hřiště, s tím souviselo i přijetí současného názvu. Novým majitelem se stala GS Group.
Pětkrát se stal mistrem Jižní Koreje (1985, 1990, 2000, 2010, 2012). Vyhrál také Korejský fotbalový pohár v letech 1998 a 2015, byl finalistou Ligy mistrů AFC 2002 a 2013. Největším rivalem je Suwon Samsung Bluewings, vzájemné utkání je známo jako Super Match.